# Vostótxne (Crimea)
|  | Per a altres significats, vegeu «Vostótxnoie». |

Vostótxne (en (ucraïnès): Восточне) és un poble de la República Autònoma de Crimea a Ucraïna, que el 2014 tenia 592 habitants. Pertany al districte rural de Sovetski.